# El Semàfor (la casa dels Senyals)

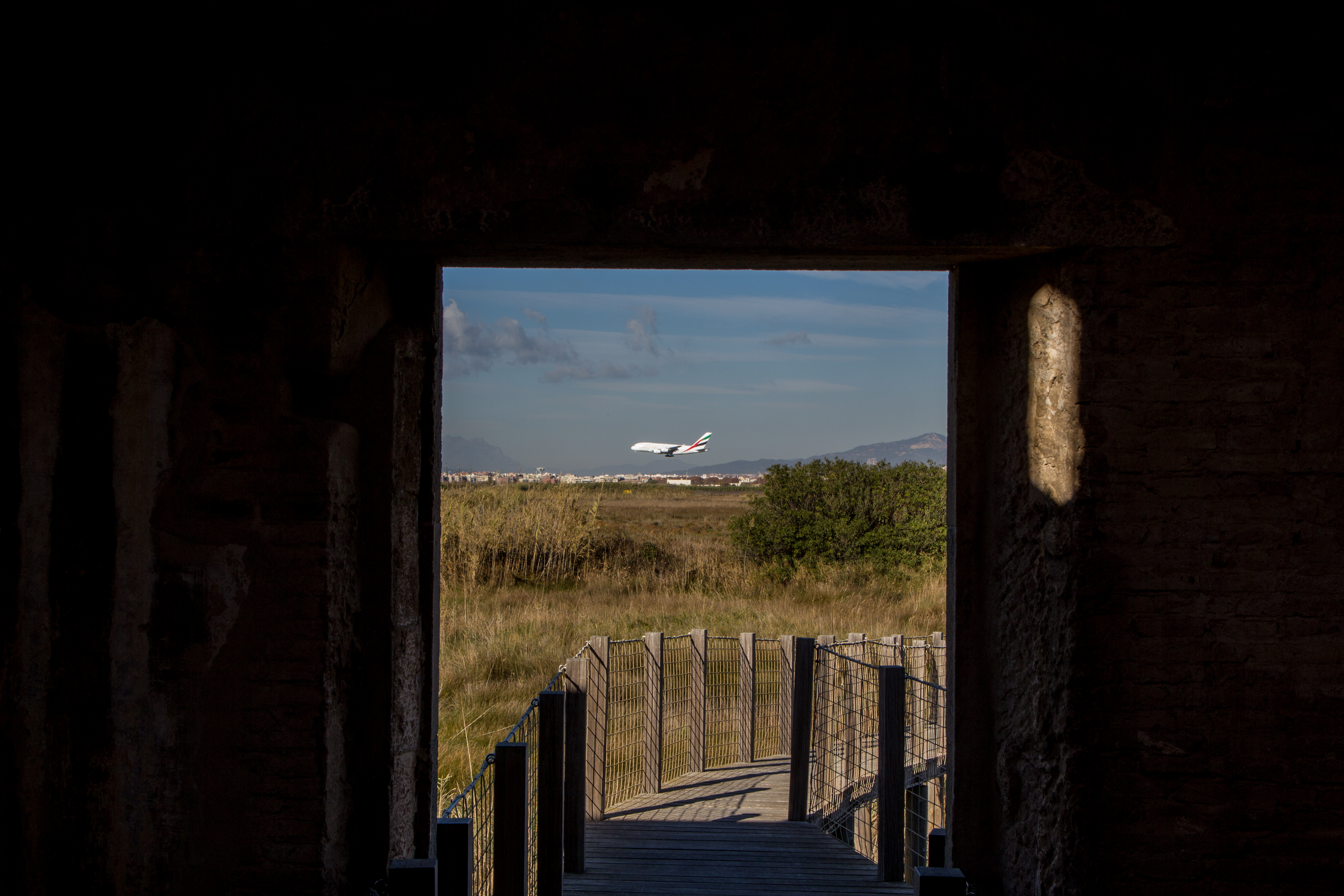
Vista de l'aeroport des de El Semàfor

El Semàfor (la casa de Senyals) és un edifici històric construït a finals del segle xix a la zona del Prat de Llobregat coneguda amb el nom de l'Albufera, a uns 200m. de l'antiga Caserna de Carrabiners.
Aquesta casa va ser edificada amb la finalitat de regular el trànsit marítim per la costa i reduir el nombre d'accidents. Això s'aconseguia mitjançant la instal·lació d'uns semàfors dotats d'uns telègrafs òptics que, seguint un codi preestablert, permetien la comunicació amb els vaixells que navegaven per la costa.
Aquest mas, conegut oficialment amb el nom de Semáforo del Río Llobregat es comunicava a més amb el del castell de Montjuïc gràcies a un telègraf de banderes.
Per protegir l'edifici de les crescudes del mar, els terrenys es van haver d'elevar tres metres sobre el nivell del mar. L'edifici de planta rectangular tenia un mirador central i una cisterna subterrània que recollia aigua de pluja.
El primers treballadors dels quals se'n té coneixement daten del 1897, els quals vivien en unes condicions sanitàries molt dolentes, amb continus episodis de paludisme, típics a tota la zona del Delta del Llobregat.

## Bibliografia

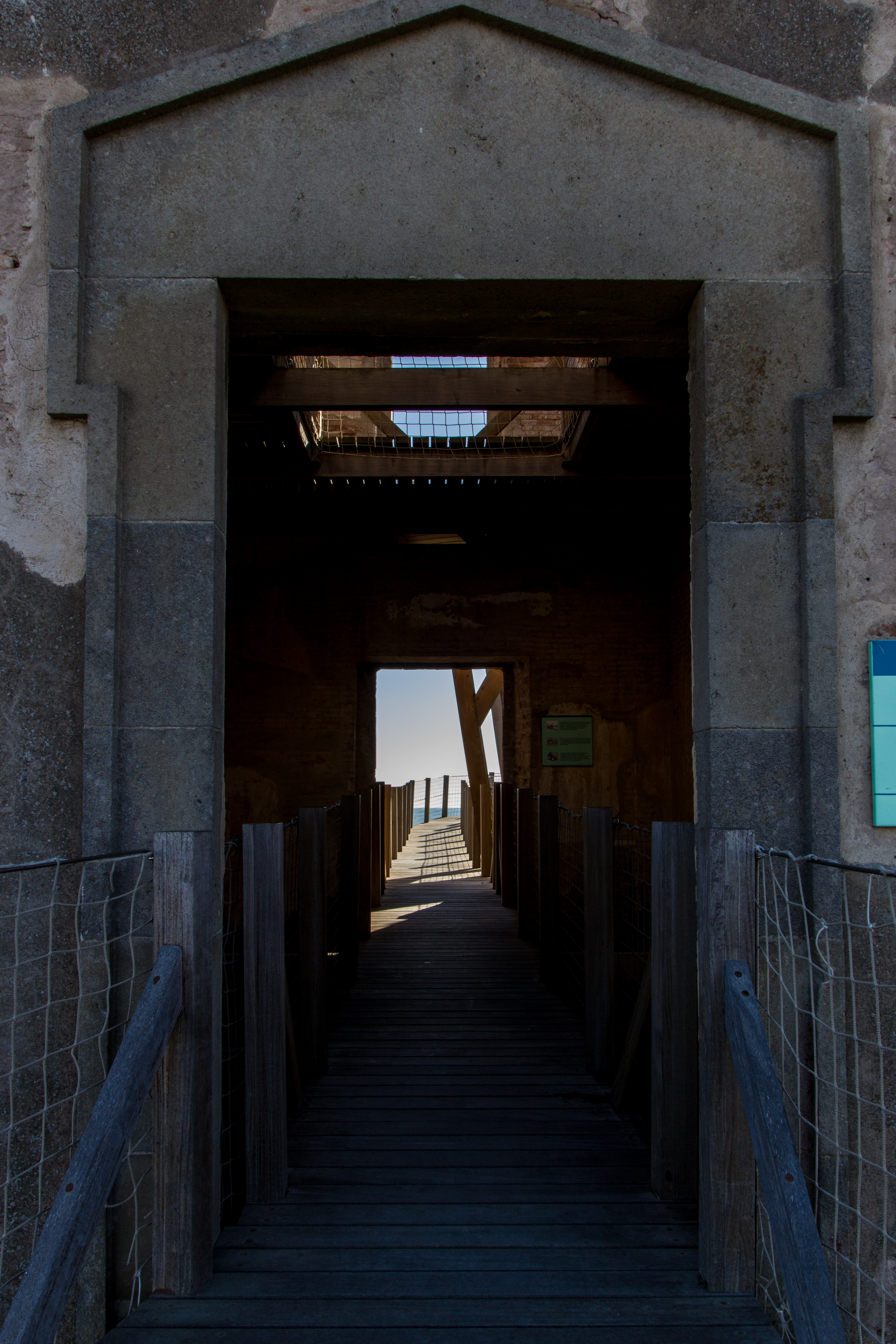
Vista de la porta d'El Semàfor

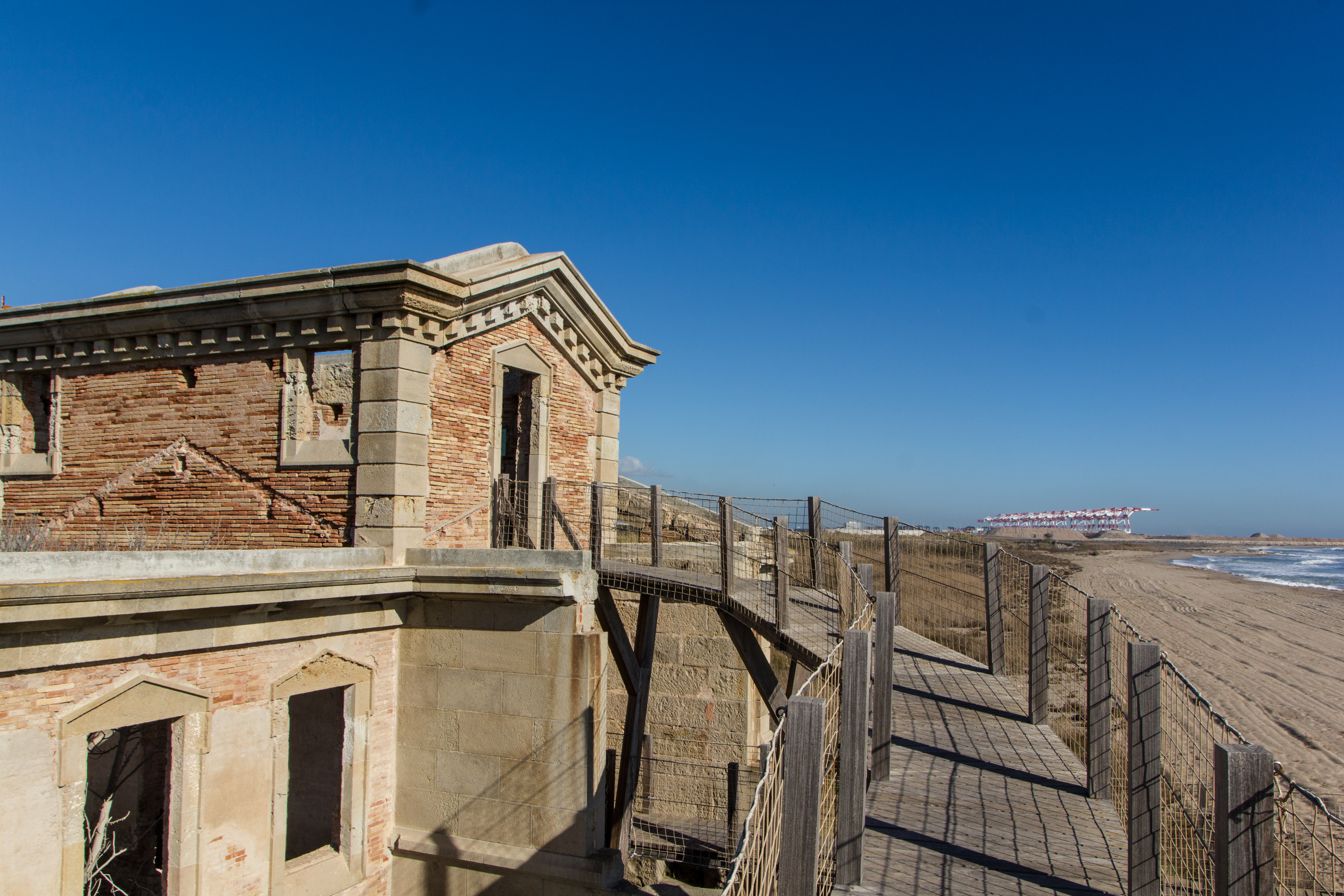
Rampa d'El Semàfor

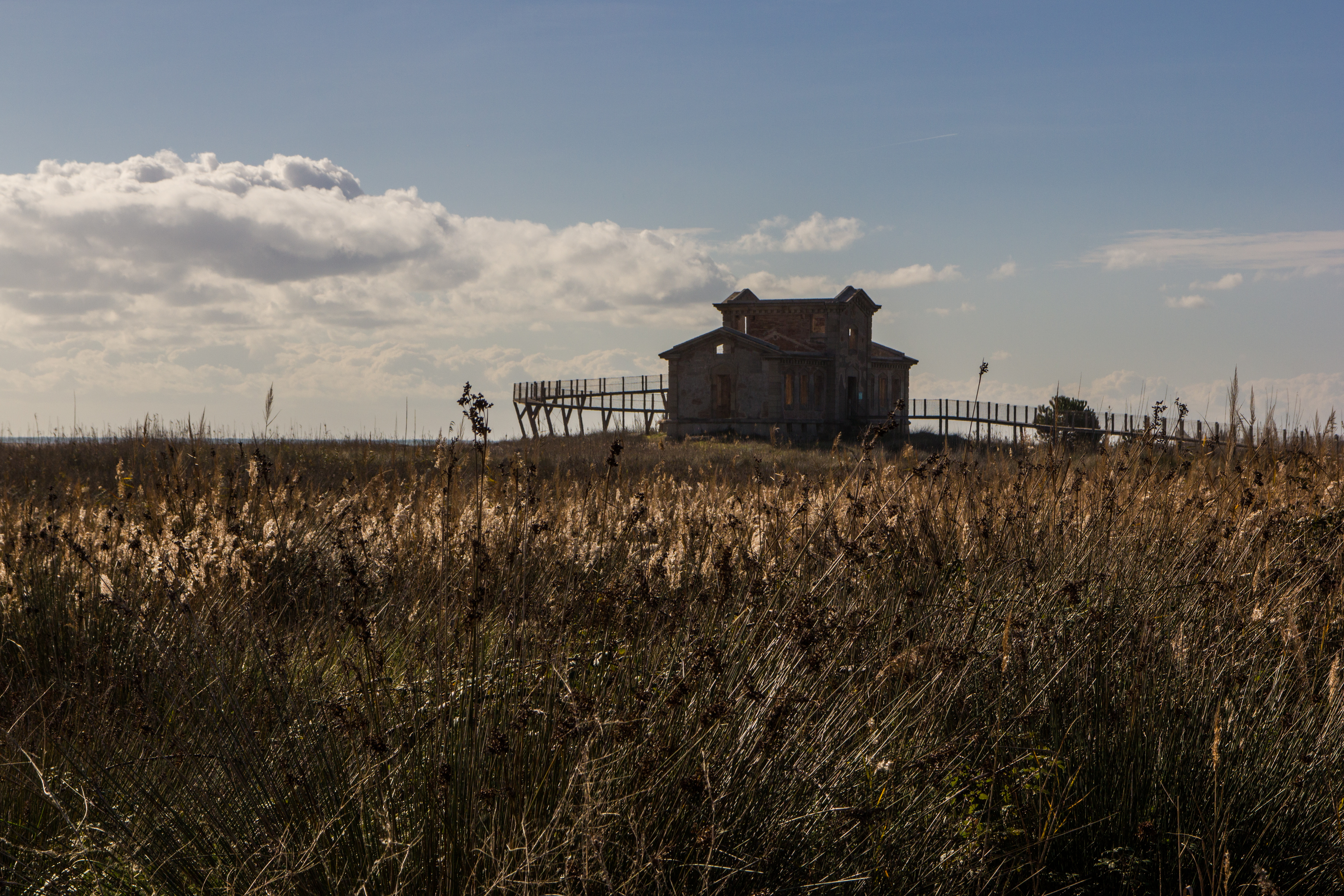
Vista d'El Semàfor